# Calamophis jobiensis
Calamophis jobiensis — вид змій родини гомалопсових (Homalopsidae). Ендемік Індонезії.

## Поширення і екологія
Calamophis jobiensis є ендеміками острова Япен, розташованого на північ від Нової Гвінеї.